# Invasione svedese del Brandeburgo (1674-1675)
La invasione svedese del Brandeburgo (in tedesco: Schwedeneinfall) fu un conflitto svoltosi nell'ambito delle Guerre del Nord in Europa. L'indifeso margraviato di Brandeburgo venne invaso dall'esercito svedese proveniente dalla Pomerania svedese a partire dal 26 dicembre 1674, occupando l'area sino alla fine di giugno del 1675. L'invasione svedese diede di fatti inizio alla guerra suedo-brandeburghese che, a seguito delle dichiarazioni di guerra di altri stati europei alleati del Brandeburgo, sfociò nelle Guerre del Nord che terminarono solo nel 1679.
Il motivo dell'invasione svedese fu la partecipazione di 20 000 uomini dell'esercito del Brandeburgo nella guerra mossa dal Sacro Romano Impero alla Francia come parte della guerra franco-olandese. La Svezia, tradizionale alleato della Francia, occupò militarmente il margraviato mentre questo era impegnato sul fronte occidentale, costringendo così l'elettore a firmare una pace separata con la Francia. All'inizio di giugno del 1675 l'elettore con 15 000 uomini si accampo presso Schweinfurt in Franconia, nell'attuale Germania meridionale, e raggiunse la città di Magdeburgo il 21 giugno successivo. In una campagna che durò meno di dieci giorni, l'elettore Federico Guglielmo costrinse le truppe svedesi a ritirarsi dal margraviato di Brandeburgo.

## Antefatto
Dopo la Guerra di devoluzione, Luigi XIV, re di Francia, fece pressione presso gli Stati Generali olandesi. Iniziò parallelamente delle attività diplomatiche con l'intento di isolare l'Olanda completamente. Con tale fine, il 24 aprile 1672, a Stoccolma, la Francia concluse un trattato segreto con la Svezia che costringeva la potenza scandinava a contribuire con 16 000 uomini contro qualsiasi tentativo da parte di qualsiasi stato tedesco di dare supporto militare alla repubblica olandese.

L'impero svedese nel XVII secolo

Immediatamente dopo, nel giugno del 1672, Luigi XIV invase gli Stati Generali, dando così inizio alla guerra franco-olandese e avanzando sino ad Amsterdam. L'elettore di Brandeburgo, secondo trattati precedenti, supportò gli olandesi contro la Francia con 20 000 uomini nell'agosto del 1672. Nel dicembre del 1673, il Brandeburgo-Prussia e la Svezia conclusero un trattato difensivo di dieci anni. Ad ogni modo, entrambe le parti si erano riservate la libertà di scegliere i loro schieramenti in caso di guerra. Per la sua alleanza con la Svezia, l'elettore del Brandeburgo non prevedeva un'entrata in guerra degli svedesi al fianco dei francesi. Malgrado il trattato di Vossem, sottoscritto separatamente tra Brandeburgo e Francia il 16 giugno 1673, il Brandeburgo riprese la guerra contro la Francia l'anno successivo, quando l'imperatore dichiarò guerra ai francesi nel maggio del 1674.
Il 23 agosto 1674, poi, un contingente di 20 000 brandeburghesi marciò verso Strasburgo. L'elettore Federico Guglielmo I di Brandeburgo ed il principe Carlo Emilio di Brandeburgo accompagnarono l'armata sul campo. Il principe Giovanni Giorgio II di Anhalt-Dessau venne nominato stadtholder del Brandeburgo durante l'assenza del sovrano.
Attraverso promesse e sussidi, la Francia riuscì a persuadere la Svezia a schierarsi in guerra con lei e contro il Brandeburgo. Il fattore decisivo che mosse la Svezia in tal senso era dovuto al fatto che, l'eventuale sconfitta della Francia avrebbe isolato diplomaticamente la corte svedese. Lo scopo dell'entrata in guerra della Svezia era quindi quella di occupare il Brandeburgo non per conquistarlo, ma per costringere l'elettore locale a ritirare le proprie truppe dalle zone di guerra dell'Alto Reno e dell'Alsazia.

## I preparativi alla guerra

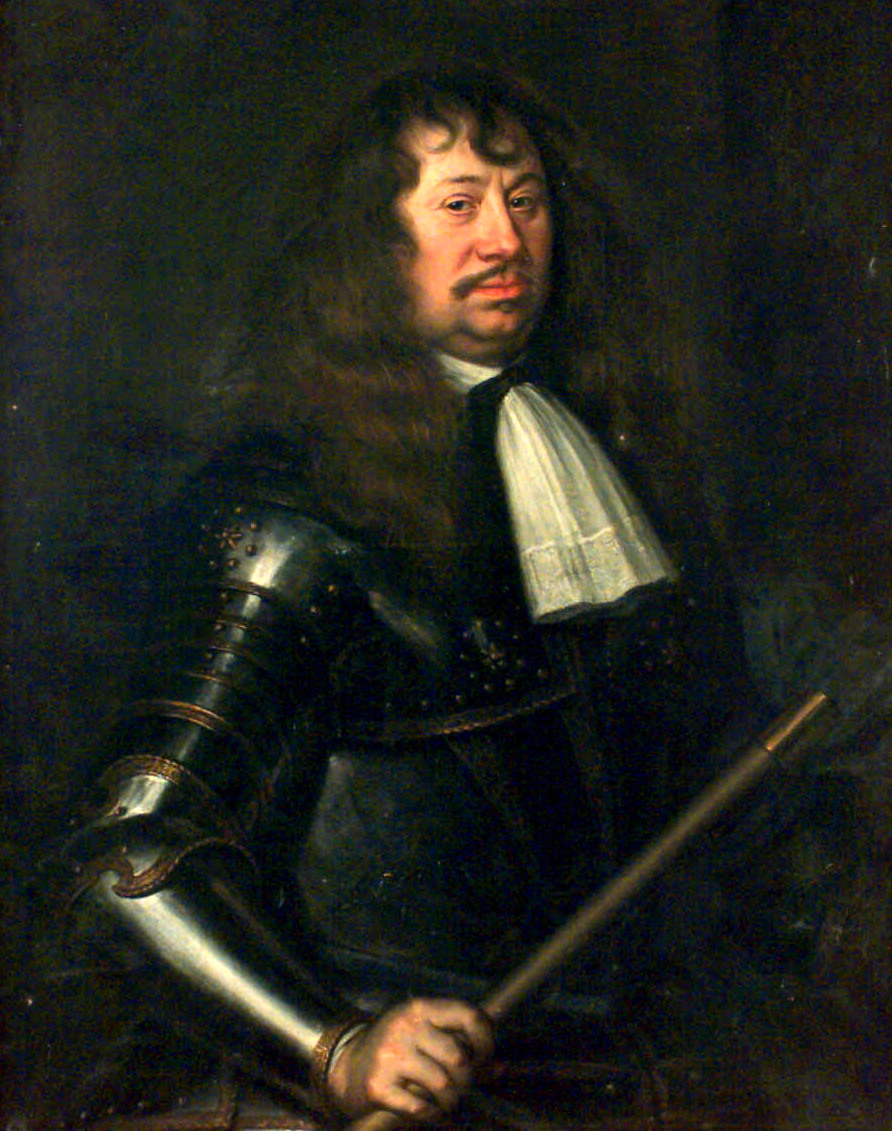
Il feldmaresciallo Carl Gustav Wrangel, comandante in capo dell'esercito svedese.
Dipinto di Matthäus Merian il Giovane, 1662

Gli svedesi iniziarono quindi ad assemblare una forza d'invasione nella Pomerania svedese. Dal settembre del 1674 a Berlino giunsero i primi rapporti di movimenti di truppe nemiche. In particolare, il governatore del Brandeburgo notificò all'elettore all'inizio di settembre una conversazione avuta con l'ambasciatore svedese, Wangelin, nella quale questi gli annunciava l'arrivo di 20 000 soldati svedesi in Pomerania verso la fine del mese. La notizia di un imminente attacco svedese venne completata nella seconda metà di ottobre dall'annuncio dell'arrivo a Wolgast del comandante in capo dell'esercito svedese, il feldmaresciallo Carl Gustav Wrangel.
Giovanni Giorgio II di Anhalt-Dessau, ovviamente preoccupato da questo assemblarsi di truppe nemiche, chiese al feldmaresciallo Carl Gustav Wrangel diverse volte attraverso il colonnello brandeburghese Georg Adolf von Mikrander la ragione di questi movimenti di truppe. Wrangel, ad ogni modo, si rifiutò sempre di rispondere
Malgrado l'evidenza dei fatti, l'elettore Federico Guglielmo non credeva alla possibilità di una vera e propria invasione svedese nel Brandeburgo, come scrisse in una sua lettera al governatore del Brandeburgo il 31 ottobre 1674:
.
Secondo la fonte contemporanea del Theatrum Europaeum le forze svedesi erano composte come segue:
- Fanteria: undici reggimenti per un totale di 7620 uomini.[4]
- Cavalleria: otto reggimenti, per un totale di 6080 uomini.[4]
- Artiglieria: 15 cannoni di vari calibri.[4]

Le forze disponibili il 23 agosto 1674 per difendere il margraviato di Brandeburgo, a seguito della partenza del grosso dell'esercito alla volta dell'Alsazia, erano poche. L'elettore disponeva di pochi soldati di riserva, perlopiù veterani anziani. Le poche unità disponibili e in buona salute erano di stanza nelle fortezze locali e nell'agosto del 1674 constavano di circa 3000 uomini in tutto. Nella capitale, Berlino, vi erano in quel momento solo 500 soldati in tutto, di cui 300 erano novelle reclute. Da subito venne attivata la recluta di nuovi soldati. Inoltre l'elettore ordinò al governatore di convocare anche i contadini e la popolazione di villaggi e città abili al servizio militare per compensare la mancanza di soldati. La cosiddetta Landvolkaufgebot ("chiamata del popolo") risaliva al periodo medievale ma per diritto feudale poteva essere convocata per necessità, anche se questa aveva un effetto negativo sulla popolazione. Vennero raccolte in tutto 8 compagnie da 1300 uomini ciascuna.

## Il corso della campagna

### L'invasione svedese e l'occupazione del margraviato (25 dicembre 1674 – aprile 1675)
Il 15 o il 25 dicembre 1674 le truppe svedesi marciarono attraverso il Pasewalk ed invasero l'Uckermark senza una formale dichiarazione di guerra. Second il messaggio fatto pervenire subito dopo dal feldmaresciall svedese Carl Gustav Wrangel all'ambasciatore brandeburghese Dubislav von Hagen, l'esercito svedese avrebbe abbandonato i confini del Brandeburgo qualora il Brandeburgo avesse firmato la pace con la Francia. Una rottura completa delle relazioni tra Svezia e Brandeburgo non era ad ogni modo prevista.
Gli svedesi, come si è visto, avevano una forza compresa tra i 13 000 ed i 16 000 uomini e 30 cannoni in tutto.
Per supportare il feldmaresciallo Carl Gustav Wrangel, che aveva già più di sessant'anni e soffriva di gotta, vennero convocati anche i felmarescialli Simon Grundel-Helmfelt e Otto Wilhelm von Königsmarck. Ad ogni modo questa presenza de facto di tre uomini al comando rendeva complessi i movimenti delle truppe sul campo
L'entrata in guerra della Svezia attrasse l'attenzione generale delle potenze europee. La gloria militare della Guerra dei trent'anni aveva fatto della Svezia una delle principali potenze del continente, giungendo addirittura a poggiarsi sui servizi di mercenari tedeschi. Alcuni stati tedeschi come la Baviera, l'elettorato di Sassonia, l'Hannover e il vescovato di Munster si erano accordati per aderire all'alleanza franco-svedese.
L'esercito svedese stabilì il proprio quartier generale a Prenzlau, mentre un altro gruppo si posizionò a Brema-Verden, agli ordini del generale Dalwig.
Nel contempo, dopo la sconfitta del Brandeburgo nella battaglia di Turckheim contro la Francia il 26 dicembre 1674, il grosso dell'esercito brandeburghese iniziò a ritirarsi verso i propri quartieri invernali presso Schweinfurt, raggiungendo l'area il 31 gennaio 1675. L'elettore ad ogni modo, pur sapendo del pericolo che si correva in patria, si accorse di non poter impiegare subito i suoi uomini in una nuova campagna militare.
Senza altri rinforzi i brandeburghesi poterono mantenere solo poche fortezze nella Neumark ed in Pomerania. La Mittelmark, per contro, richiedeva meno forze di difesa in quanto era naturalmente difficilmente espugnabile. Ad est, la Marca era coperta dal corso del fiume Oder e le forze pertanto si collocarono nell'area compresa tra Köpenick, Berlino, Spandau, Oranienburg, Kremmen, Fehrbellin e Havelberg sul fiume Elba. La guarnigione della fortezza di Spandau venne rinforzata da 250 a 800 uomini e vennero portati sul posto 24 cannoni di vario calibro. A Berlino la guarnigione venne portata a 5000 uomini.
Gli svedesi, ad ogni modo, rimasero inattivi e non seppero cogliere il vantaggio dell'assenza del grosso dell'esercito brandeburghese. Questa inattività era dovuta in parte alla presenza di conflitti interni tra gli svedesi e in parte alla volontà di evitare una guerra in campo aperto.
Alla fine di gennaio del 1675, Carl Gustav Wrangel assemblò le sue forze presso Prenzlau e, il 4 febbraio, attraversò l'Oder col grosso delle sue truppe alla volta della Pomerania e della Neumark. Le truppe svedesi occuparono Stargard in Pommern, Landsberg, Neustettin, Kossen e Züllichau. Venne poi occupata anche Lauenburg e altre fortezze minori per poi ritirarsi nei quartieri invernali.
Quando all'inizio della primavera divenne chiaro che il Brandeburgo non aveva alcuna intenzione di ritirarsi dalla guerra con la Francia, la corte svedese di Stoccolma inviò all'esercito l'ordine di occupare il Brandeburgo definitivamente così da costringere l'elettore a togliersi dalla guerra in corso. Quest'ordine cambiò completamente la politica di occupazione della Svezia che iniziò a compiere repressioni anche sulla popolazione locale, con crudeltà che a detta di diversi cronisti d'epoca superarono anche le atrocità della Guerra dei Trent'anni. Non vi furono scontri significativi sino alla primavera del 1675 e così Giovanni Giorgio II di Anhalt-Dessau descriveva lo stato di limbo che si viveva nel Brandeburgo in una lettera all'elettore del 24 marzo 1675:

### La campagna svedese in primavera (inizio maggio 1675 - 25 giugno 1675)
L'ambasciatore francese a Stoccolma chiese che l'esercito svedese in Germania occupasse la Slesia in accordo coi piani francesi, pensando che imporsi fosse il modo migliore per smuovere lo stallo creatosi a nord.
All'inizio di maggio del 1675 gli svedesi diedero quindi inizio ad una campagna militare con l'intento di attraversare il fiume Elba e ricongiungersi con le forze svedesi presso il ducato di Brema-Verden ed i 13 000 uomini del loro alleato, il duca Giovanni Federico di Brunswick-Lüneburg, di modo da tagliare la strada alle armate del Brandeburgo nel loro tentativo di rientrare in patria. L'esercito svedese aveva quindi raggiunto le 20 000 unità con 64 cannoni a disposizione e con queste forze entrò nella Uckermark, passando da Stettino. Il primo scontro si ebbe nella regione di Löcknitz dove, il 5 maggio 1675, il castello con 180 uomini al comando del colonnello Götz dovette arrendersi dopo un giorno intero di bombardamenti da parte dell'esercito svedese al comando dell'Oberwachtmeister Jobst Sigismund, in cambio della possibilità di passare indenni verso Oderburg. Götz, come risultato di questa azione, venne poi condannato a morte dalla corte marziale brandeburghese e giustiziato il 24 marzo 1676.
A seguito della cattura di Löcknitz, gli svedesi si portarono velocemente verso sud ed occuparono Neustadt, Wriezen e Bernau. Il loro obbiettivo successivo era Rhinluch, a breve distanza. Questo luogo era occupato dalla milizia brandeburghese (Landjäger), contadini armati e rangers (Heidereitern). Il governatore aveva inviato delle truppe da Berlino e sei cannoni al comando del maggiore generale von Sommerfeld.
Gli svedesi attraversarono il Reno su tre colonne: la prima, al comando del generale Stahl, si diresse verso Oranienburg; la seconda, al comando del generale Dalwig, si diresse contro Kremmen; la terza, con 2000 uomini (la più forte) al comando del generale Groothausen, contro Fehrbellin. I combattimenti furono duri sul fiume, in particolare davanti a Fehrbellin. Gli svedesi non riuscirono a sfondare e per questo ripiegarono su Oranienburg, dove riuscirono ad attraversare il fiume, costringendo così i brandburghesi ad abbandonare le loro posizioni.
Poco dopo, gli svedesi attaccarono la fortezza di Spandau ed occuparono l'intera regione dell'Havelland, ponendo il loro quartier generale presso Brandenburg. Dopo la cattura di Havelberg il quartier generale svedese venne spostato a Rheinsberg dall'8 giugno.
Il feldmaresciallo Carl Gustav Wrangel, che aveva lasciato Stettino il 26 maggio per seguire l'esercito, raggiunse Neubrandenburg ma dovette fermarsi per un attacco di gotta che lo rese infermo per i successivi dieci giorni. Il comando venne concesso al tenente generale Wolmar Wrangel. A peggiorare le cose, i generali svedesi erano ancora in disaccordo sul da farsi il che portò a saccheggi e altri abusi contro la popolazione locale.
Malato e affaticato, il feldmaresciallo Carl Gustav Wrangel alla fine riuscì a raggiungere Neuruppin il 9 giugno. Immediatamente bandì ogni forma di saccheggio ed ordinò di concentrarsi sul Magdeburgo. L'11 giugno, lasciò il campo con un reggimento di fanteria e due di cavalleria alla volta di Havelberg, città che raggiunse il 12 giugno per poi occupare l'Altmark, facendo costruire dei ponti mobili sull'Elba.
Nel contempo ordinò al suo fratellastro, il tenente generale Wolmar Wrangel di condurre il grosso dell'esercito verso Rathenow. Il tenente generale Wrangel, con 12 000 uomini, si trovava al momento nella città di Brandenburg an der Havel. Al 21 giugno ormai gran parte della marca di Brandeburgo si trovava nelle mani degli svedesi.
Nel contempo, l'elettore Federico Guglielmo I di Brandeburgo tentò di assicurarsi l'appoggio dei propri alleati per il suo ritorno in patria adeguatamente armato sapendo che le sole sue forze non sarebbero state sufficienti a ribaltare la situazione. Per questo proposito, il 3 maggio si portò a Le Hague. I negoziati proseguirono sino al 20 maggio, ma ottenne che Spagna e Olanda dichiarassero guerra alla Svezia. A parte ciò, ad ogni modo, l'elettore non ottenne altra assistenza concreta da parte dell'Impero o della Danimarca e per questo motivo decise comunque di agire per recuperare i propri stati. Il 6 giugno 1675 tenne una parata militare e avanzò poi verso il Reno con un esercito di 15 000 uomini divisi in tre colonne.

### La campagna dell'elettore Federico Guglielmo (23 – 29 giugno 1675)

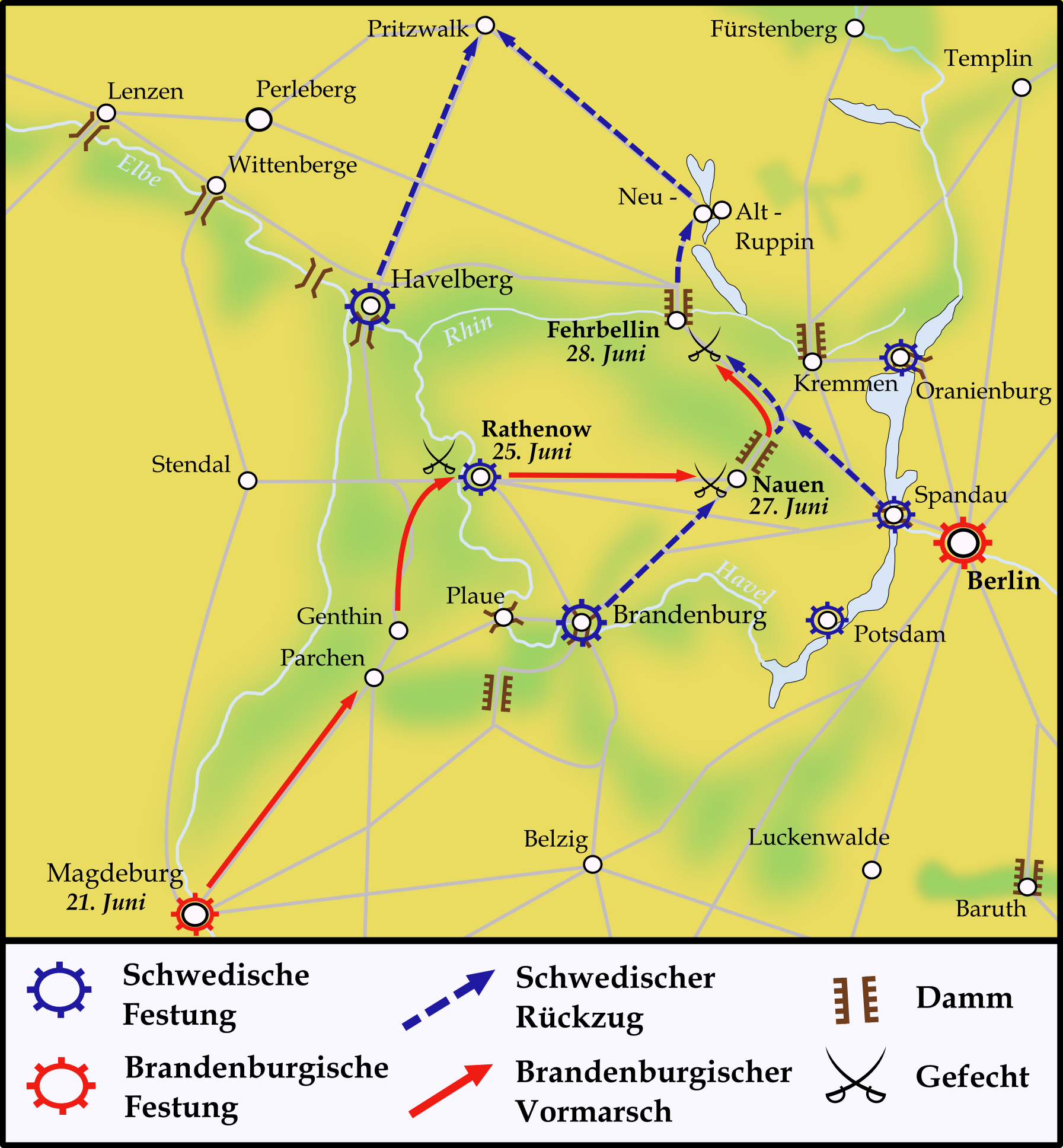
Mappa della campagna dell'elettore Federico Guglielmo (23 – 29 giugno)

Il 21 giugno l'esercito del Brandeburgo raggiunse Magdeburgo. Il suo arrivo non venne notato dagli svedesi e pertanto l'elettore colse questo vantaggio tattico informandosi dalla popolazione sulla situazione locale. Riuscì ad avere informazioni secondo le quali le truppe svedesi e hannoveriane erano sul punto di congiungersi per attaccare la fortezza di Magdeburgo. Dopo aver tenuto un consiglio militare coi suoi generali, l'elettore decise di fare irruzione e di attaccare gli svedesi a Rathenow con l'intento di dividere l'esercito nemico in due tra Havelberg e la città di Brandeburgo.
La mattina del 23 giugno, alle 3:00, la sua armata si mosse sfruttando l'elemento a sorpresa e muovendo in tutto 5000 cavalieri su 30 squadroni e 600 dragoni, oltre a 1350 moschettieri mossi a bordo di carri per facilitarne gli spostamenti. L'artiglieria comprendeva 14 cannoni di vario calibro. Quest'armata era guidata dall'elettore e dal sessantanovenne feldaresciallo Georg von Derfflinger. La cavalleria era al comando del generale Federico II d'Assia-Homburg, del tenente generale Görztke e del maggiore generale Lüdeke. La fanteria era comandata da due maggiori generali, von Götze e von Pöllnitz.
Il 25 giugno 1675 l'esercito brandeburghese raggiunse Rathenow. Sotto la guida personale del feldmaresciallo Georg von Derfflinger, la guarnigione svedese venne sconfitta in uno scontro serrato nelle vie della città.
In quello stesso giorno l'esercito svedese marciò da Brandenburg an der Havel verso Havelberg, dove avrebbe dovuto attraversare l'Elba, ma la situazione rese necessario prima riprendere l'importante posizione perduta sul territorio. La separazione dell'esercito svedese in due blocchi, avvenne di sorpresa e pertanto anche il feldmaresciallo Carl Gustav Wrangel, che si trovava a Havelberg, indifeso e senza rifornimenti, diede l'ordine ai suoi uomini di muovere alla volta di Fehrbellin ed egli stesso abbandonò la città di Neustadt il 16 giugno.
Il quartier generale svedese venne colto completamente di sorpresa. Il tenente generale Wolmar Wrangel si ritirò rapidamente verso nord per assicurarsi le linee di comunicazione, ma questo voleva dire attraversare strade che erano già passate al nemico e quindi intraprendere un percorso difficoltoso. Pertanto gli svedesi decisero di passare da Nauen e di procedere poi verso Fehrbellin, Neuruppin, Kremmen, Gransee, Oranienburg e Prenzlau. Nel frattempo, però sia Oranienburg che Kremmen vennero occupate dai brandeburghesi.
L'elettore divise quindi il suo esercito per salvaguardare i valichi rimasti da controllare nella marca di Brandeburgo: la prima divisione sotto il comando del tenente colonnello Hennig venne inviata a Fehrbellin, la seconda sotto il controllo dell'aiutante generale Kunowski venne inviata a Kremmen, la terza sotto il comando del capitano (Rittmeister) Zabelitz venne impiegata ad Oranienburg. Grazie all'aiuto di cacciatori locali che conoscevano bene i sentieri della zona, riuscirono così a rendere impossibile la fuga agli svedesi.
A Fehrbellin vi fu uno scontro di peso quando le armate del Brandeburgo attaccarono 160 corazzieri svedesi, provocando la morte di 50 di essi Un capitano, un tenente e otto soldati vennero tratti prigionieri, mentre il resto delle truppe riuscì a fuggire, compreso il comandante, il tenente colonnello Tropp. I brandeburghesi persero 10 uomini sul campo. L'esercito del Brandeburgo incendiò quindi i ponti posticci costruiti dai pontieri svedesi.

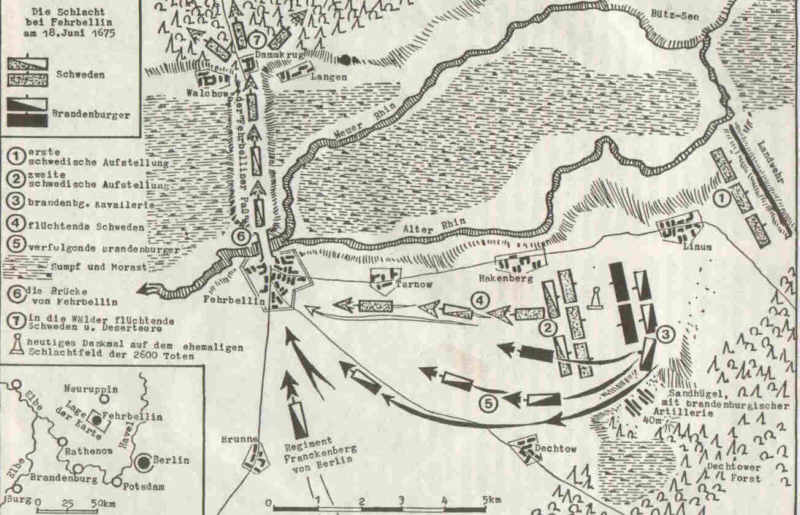
Schema illustrativo della battaglia di Fehrbellin del 28 giugno 1675

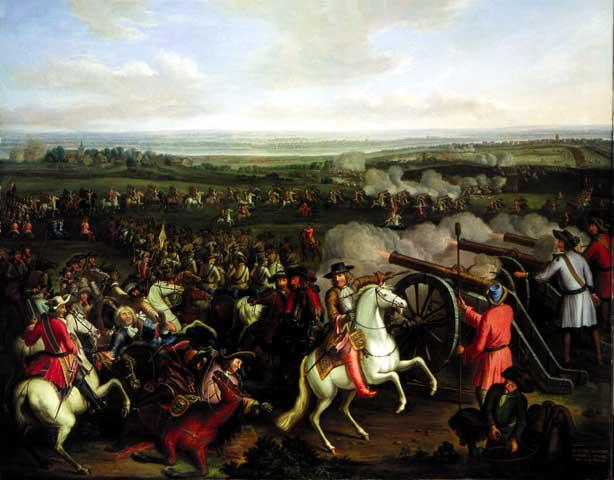
Illustrazione delle alture occupate dall'artiglieria del Brandeburgo. Nel mezzo del dipinto si trova l'elettore Federico Guglielmo a cavallo di uno stallone.
Dipinto di Dismar Degen, 1740

La divisione brandeburghese, a questo punto, cercò di riunirsi al grosso del proprio esercito. Nel pomeriggio del 17 giugno avvenne la riunione per puntare alla battaglia finale contro gli svedesi.
Il 27 giugno la prima battaglia tra la retroguardia svedese e l'avanguardia brandeburghese ebbe luogo presso Nauen, città che venne riconquistata dai tedeschi. Verso sera, i due eserciti erano ormai uno contro l'altro ma la posizione degli svedesi appariva più forte del previsto, con i brandeburghesi provati già dalla marcia a tappe forzate compiuta nei giorni precedenti. Pertanto l'elettore diede ordine ai suoi di ritirarsi appena dietro la città di Nauen e di accamparsi in loco. Sul fronte brandeburghese, l'idea era di attaccare la mattina successiva, mentre gli svedesi preferirono sfruttare l'occasione per ritirarsi verso Fehrbellin col favore della notte. Tra il 25 ed il 27 giugno, gli svedesi persero circa 600 uomini nel corso della loro ritirata ed altri 600 finirono prigionieri dei brandeburghesi.
Con le vie di fuga impedite, gli svedesi dovettero prepararsi allo scontro decisivo. Il tenente generale Wolmar Wrangel aveva a disposizione 11 000-12 000 uomini e 7 cannoni.
Gli svedesi vennero sconfitti nella ben nota battaglia di Fehrbellin, ma riuscirono col favore della notte a restaurare i ponti distrutti dai loro nemici e ad aprirsi la via della fuga verso Prignitz ed il Meclemburgo. Nella battaglia 2400 svedesi morirono sul campo e 300-400 vennero catturati, mentre i brandeburghesi persero 500 uomini tra morti e feriti.

## Conseguenze
L'esercito svedese subì una pesante sconfitta e, in particolare dopo Fehrbellin, perse la propria aura di invincibilità. Il resto dell'armata svedese si ritirò in Pomerania da dove era partita la campagna militare.
La situazione andò peggiorando per la Svezia durante i mesi estivi quando anche Danimarca e Sacro Romano Impero le dichiararono guerra. Anche i loro possedimenti nella Germania del nord (i vescovati di Brema e Verden) erano minacciati e dovettero concentrare i loro sforzi futuri a proteggere i loro possedimenti.
Il piano strategico francese, per contro, aveva dato i suoi frutti: il Brandeburgo era ancora ufficialmente in guerra con la Francia, ma aveva dovuto recedere verso la madrepatria per difenderla dagli svedesi, sgombrando parte del campo.